# Tonga nos Jogos Paralímpicos
Tonga participou pela primeira vez dos Jogos Paralímpicos em 2000, e enviou atletas para competirem em todos os Jogos Paralímpicos de Verão desde então. Por outro lado, nunca participou de uma edição dos Jogos Paralímpicos de Inverno.